# Agnès Buzyn
Agnès Buzyn (Parigi, 1º novembre 1962) è una politica e medico francese, specialista in ematologia, immunologia del tumore e trapianti, dal 2017 al 2020 è stata ministro della salute nel primo e nel secondo governo Philippe..

## Biografia
Agnès Buzyn è nata il 1º novembre 1962, a Parigi in una famiglia ebrea ashkenazita. La famiglia era originaria di Łódź, in Polonia. Suo zio è stato fucilato dai nazisti nell'ottobre del 1940, i suoi nonni e suo padre sono stati deportati ad Auschwitz. Solo suo padre e sua zia ritornano. Alla fine della guerra, si stabilì nella Palestina mandataria, poi a Orano, nell'Algeria francese, e infine nel 1956 nella Francia metropolitana, dove praticò come chirurgo ortopedico presso la clinica Saint-François situata al 36, boulevard Saint-Marcel a Parigi.

## Carriera
Ex studente della Scuola Alsaziana, studia medicina. Dal 1986 è stagista presso gli Ospedali di Parigi (IHP). Diventata medico, ha trascorso la maggior parte del suo tempo come ematologa e accademica presso l'Università Paris-Descartes (PARIS-V) - Necker Hospital, dove è stata responsabile dell'unità di terapia intensiva di ematologia e trapianto di midollo osseo per adulti (1992-2011). Nel 2000, ha difeso una tesi di dottorato in scienze dal titolo "Studio dell'immunità antitumorale specifica nelle leucemie mieloidi e prospettive per le applicazioni terapeutiche" presso l'Università Paris-Descartes, ed è stata nominata professore universitario-medico ospedaliero nel 2004.
Il suo lavoro in ematologia, immunologia tumorale e trapianti è focalizzato sul trapianto di midollo osseo, leucemia linfoblastica acuta (LLA) e leucemia mieloide cronica (LMC). È coautrice di numerosi articoli scientifici, in particolare in ematologia e immunologia.
Dal 1998 al marzo 2011 ha organizzato una conferenza annuale sul trapianto di midollo osseo, compito svolto dall'azienda farmaceutica Genzyme. Dal 2002 al 2006 ha guidato un team presso il National Institute of Health and Medical Research (Inserm) lavorando sull'immunologia tumorale presso l'Istituto Cochin. Dal 2005 al 2011, è stata anche pagata per parlare a conferenze su tre farmaci CML: Glivec, Tasigna (prodotto da Novartis) e Sprycel (prodotto da Bristol-Myers Squibb). È entrata a far parte del comitato consultivo per quest'ultimo farmaco nel 2007 e gli altri due nel 2008, ruolo che ha ricoperto fino a marzo 2011, pur ricoprendo numerosi incarichi all'interno di enti pubblici, quello che Le Canard enchaîné ha ironicamente descritto come un "leggero conflitto di interessi".

### Incarichi in enti pubblici e società di ricerca
Agnès Buzyn ricopre molte responsabilità in varie società scientifiche ed enti pubblici, legati alla medicina o al nucleare: è quindi successivamente membro del consiglio medico e scientifico dell'Istituto francese dei trapianti, di quello dell'Agenzia di biomedicina dal 2001 al 2008, il Consiglio scientifico dell'Istituto francese del sangue, il Consiglio di amministrazione della Società francese di trapianto di midollo e terapia cellulare (SFGM-TC) dal 2004 al 2012, società di cui ha presieduto il Consiglio scientifico dal 2008 al 2012.
Dal 2008 al 2013 ha presieduto il Consiglio di amministrazione dell'Istituto per la protezione radiologica e la sicurezza nucleare (IRSN), nominata dal Consiglio dei ministri su proposta di Jean-Louis Borloo. Nell'aprile 2009 è stata nominata membro del Comitato per l'energia atomica della Commissione francese per l'energia atomica, carica che ricoprirà fino al 2015.
Nel 2009 è stata nominata membro del Consiglio di amministrazione del National Cancer Institute (INCa), come persona qualificata, per poi diventare vicepresidente nell'ottobre 2010, carica da lei considerata "onoraria". Prevista per diventare presidente, ha terminato i suoi doveri retribuiti con le aziende farmaceutiche nel marzo 2011, poi viene nominata presidente dell'INCa il 29 maggio. Questa nuova posizione l'ha portata a presiedere la delegazione francese dell'Agenzia internazionale per la ricerca sul cancro, di cui è diventata vicepresidente nel maggio 2013. Da giugno 2012 a maggio 2015, Agnès Buzyn è stata anche membro del Consiglio di amministrazione della Fondazione per l'Università di Lione.
Nel marzo 2016 è stata nominata Presidente del Collegio dell'Alta Autorità per la Sanità.
Gaspard Gantzer, consigliere per la comunicazione di François Hollande, sostiene che l'Eliseo ha preso in considerazione, nel febbraio 2016, la nomina di Muriel Pénicaud o Agnès Buzyn, in un possibile governo guidato da Emmanuel Macron.

### Ministro della solidarietà e della salute

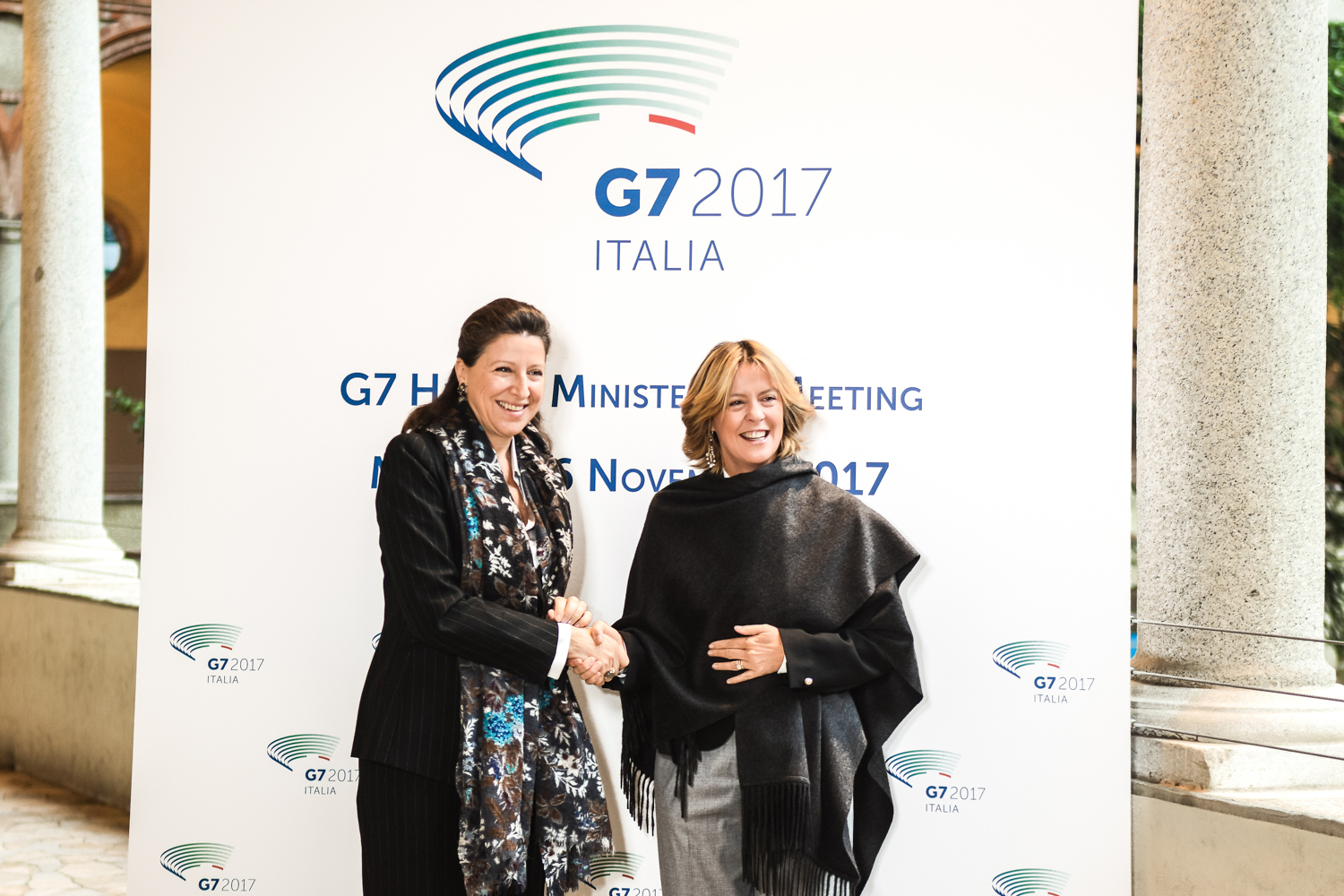
Agnès Buzyn con la sua omologa italiana Beatrice Lorenzin durante una riunione dei ministri della Salute del G7 (2017)

Il 17 maggio 2017, è stata nominata ministro della solidarietà e della salute all'interno del primo governo di Édouard Philippe, poi confermata il 21 giugno 2017 nel secondo governo dello stesso.
Il suo capo di gabinetto, Gilles de Margerie, è un ex ispettore finanziario, banchiere e vicedirettore generale del gruppo mutualistico Humanis; ha coordinato i lavori relativi all'azione pubblica all'interno di La République En Marche. Il suo vicedirettore responsabile della sanità è Yann Bubien, ex direttore del Centro Ospedaliero Universitario di Angers. Il suo capo di gabinetto è Sophie Ferracci che ha ricoperto lo stesso incarico con Emmanuel Macron durante la sua campagna presidenziale.

#### Conflitto di interessi
Il ministro si è trovato potenzialmente in una situazione di conflitto di interessi in quanto suo marito, Yves Lévy, dirige l'Istituto Nazionale di Sanità e Ricerca Medica (Inserm): è infatti un ministero di co-vigilanza politica, e diversi membri del consiglio di amministrazione dell'Inserm rappresentano il ministero della Salute. Questo rischio è stato "chiaramente identificato" dalla segreteria generale dell'Eliseo. Il quotidiano Liberation descrive questo conflitto di interessi che scandalizza alcuni ricercatori e “mette in imbarazzo i politici”. Le Monde afferma che “la questione sarà decisa ai vertici dello Stato, data la delicatezza della materia». Yves Lévy viene riconfermato il 12 giugno. La rivista medica scientifica britannica The Lancet ritiene che l'opacità della procedura di nomina offuschi l'immagine della Francia e chiede "la pubblicazione dei nomi dei candidati e dei membri del comitato, e il contenuto delle deliberazioni”. Secondo la rivista Sciences et Avenir, "i regolamenti prevedono che i nomi restino riservati", ma Philippe Froguel e Jessica Zucman-Rossi hanno reso pubbliche le loro candidature. La composizione del comitato appare il 16 giugno e i sei candidati vengono sottoposti all'audizione il 21 giugno. Si tratta di Philippe Amouyel, Michel Cogné, Ali Saïb, Philippe Fronguel, Jessica Zucman-Rossi e Yves Lévy, ma quest'ultimo ritira la sua candidatura ritenuta imbarazzante dal governo; il ministero riavvia la procedura da capo per nominare definitivamente Gilles Bloch nell'autunno del 2018.

#### Azione ministeriale
A fine giugno 2017, Buzyn ha annunciato l'intenzione di aumentare il numero di vaccini obbligatori per i bambini da tre a undici (aggiungendo ai vaccini contro la poliomielite, il tetano e la difterite, quelli contro la pertosse, il morbillo, la parotite, la rosolia, l'epatite B, l'infezione da batteri Haemophilus influenzale, pneumococco e meningococco C) e ad aumentare il prezzo dei pacchetti di sigarette. Questi undici vaccini diventano obbligatori da 1º gennaio 2018.
Il 12 luglio 2017, ha firmato un'ordinanza con effetto immediato che vieta la consegna in farmacia senza prescrizione medica di analgesici oppiacei deboli (in particolare codeina paracetamolo). Questa decisione, presa in un contesto emotivo pesante ma senza consultare i professionisti delle farmacie, dovrebbe consentire di proteggere più efficacemente gli adolescenti dagli abusi. Questa misura è criticata dai consumatori abituali di oppiacei deboli in automedicazione per il trattamento del dolore.
Lei presenta il 13 ottobre 2017 un piano d'azione contro i "deserti sanitari", che prevede in particolare il raddoppio dei centri sanitari multiprofessionali.
Il 15 giugno 2018, durante il 42º congresso della Mutualité française a Montpellier, ha presentato la riforma sanitaria.
Decide di bloccare il rimborso di quattro farmaci contro lo sviluppo della malattia di Alzheimer, provvedimento che entrerà in vigore il 1º agosto 2018. Questa scelta è criticata dal presidente della France Alzheimer Foundation. La rivista Prescrire accoglie invece con favore il provvedimento, ricordando che questi farmaci “hanno un'efficacia minima e transitoria. Sono ingombranti a causa di effetti avversi sproporzionati ed espongono a molte interazioni. Nessuno di questi farmaci si è dimostrato efficace nel rallentare la progressione verso la dipendenza ed espongono le persone a effetti avversi gravi, talvolta fatali”.

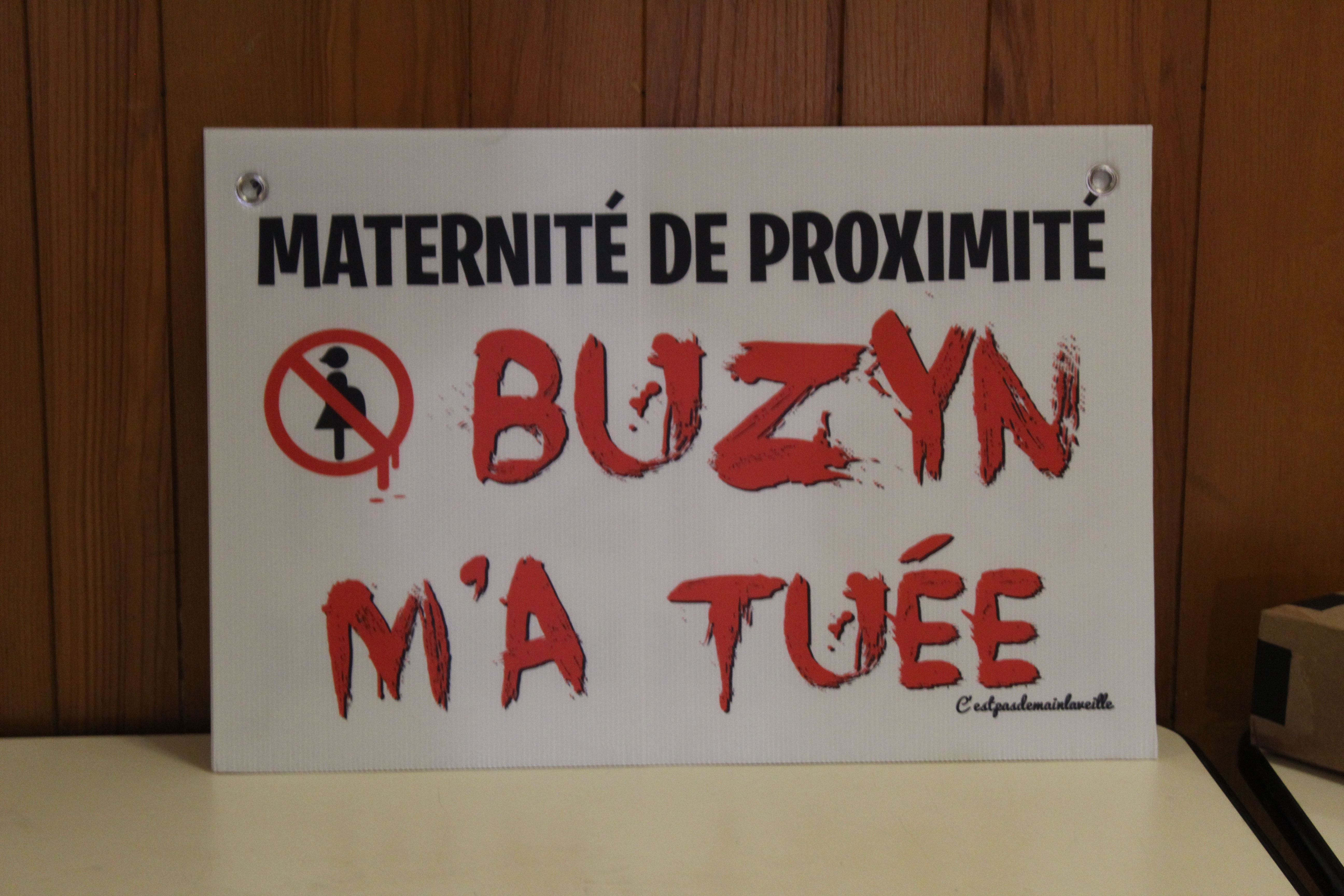
Cartellone contro il ministro Buzyn al meeting tenuto da La France Insoumise, 24 marzo 2019

Il 17 marzo 2019, Agnès Buzyn avanza l'idea di innalzare l'età pensionabile legale a 65 anni. Osservazioni che fa “a titolo personale” e non come ministro del governo. “Sono un medico, vedo che la durata della vita aumenta di anno in anno. Riusciremo […] a mantenere il peso delle pensioni che aumenteranno sul patrimonio?». Un argomento che corrisponde al discorso del primo ministro Édouard Philippe il 15 marzo, in cui ha affermato che l'età pensionabile legale era "una questione di dibattito pubblico". “È una provocazione vedere un ministro, incaricato di questa materia, fare questo tipo di osservazione” , denuncia Régis Mezzasalma della CGT. “Getta olio sul fuoco”. Jean-Paul Delevoye, l'Alto Commissario per la riforma delle pensioni, si è detto “molto sorpreso” dalle osservazioni del ministro.
Nel luglio 2019, dopo aver chiesto il parere dell'Alta Autorità per la Sanità, che ha concluso che non vi era provata efficacia, annuncia la cessazione del rimborso dei preparati omeopatici da parte della Previdenza Sociale, in vigore da una decisione del Ministro Georgina Dufoix nel 1984. Il tasso di rimborso, fissato al 30% dal 2011, è passato al 15% il 1º gennaio 2020, prima della fine di qualsiasi rimborso al 1º gennaio 2021.
Da settembre 2019, il suo ministero è responsabile della riforma delle pensioni, tramite Jean-Paul Delevoye, nominato Alto Commissario per le Pensioni presso il Ministro, poi Laurent Pietraszewski, nominato Segretario di Stato per le pensioni nel dicembre 2019. Questa riforma suscitò un importante movimento sociale di opposizione.
Presenta in Senato nel gennaio 2020 anche un disegno di legge sulla bioetica, la cui misura principale è l'apertura della procreazione medicalmente assistita (PMA) alle coppie femminili e alle donne sole.
IL 13 gennaio 2020, classifica l'idrossiclorochina nell'elenco II delle "sostanze velenose", rendendo il farmaco prescrivibile solo su prescrizione medica e non più da banco.

### Candidata sindaco a Parigi
Ha in programma di presentarsi alla guida della lista LREM alle elezioni europee del 2019, ma l'incarico finisce a Nathalie Loiseau.  Nel novembre 2019 François Bayrou, presidente del MoDem, la indica come capo della lista per le elezioni municipali del 2020 a Parigi.  Due mesi più tardi, nel gennaio 2020, lei annuncia di stare discutendo con Benjamin Griveaux per unirsi alla sua campagna elettorale. Il 16 febbraio 2020 è invece designata da LREM a sostituire Benjamin Griveaux, costretto a ritirare la sua candidatura dopo la diffusione di video intimi.  Buzyn lascia quindi l'incarico di governo.
Il 4 gennaio 2021 Agnès Buzin è nominata membro dell'Organizzazione mondiale della sanità (OMS), a Ginevra, e responsabile delle questioni multilaterali.

## Vita privata
Ha sposato nel 1985 Pierre-François Veil, uno dei figli di Simone Veil, dal quale ha avuto tre figli. I due hanno poi divorziato.  Nel 1997 ha sposato Yves Lévy, direttore generale dell'Istituto nazionale per la salute e la ricerca medica (Inserm). Hanno un figlio, Alexandre.